# Elektronika
Az elektronikai eszközök szabályozzák az elektronok áramlását, elektromos jellé alakítják a  fizikai mennyiségeket. Fő felhasználási területeik az elektronikus áramkörök szabályozása és vezérlése, az információfeldolgozás, a műsorszórás. Az elektronikus áramkörökben kis értékűek az áramok és feszültségek, mivel feladatuk nem az elektromos áram energiájának továbbítása, hanem az elektromos jelek információ-hordozó képességét használják fel. Az elektronika nem tévesztendő össze az elektrotechnikával, amely az elektromos áram energiájának ipari felhasználásával foglalkozik (részterületei az erősáramú és a gyengeáramú technika).
Az elektronikus rendszerek az alábbi fő egységekre oszthatók fel:
1. bemenet – az elektromos vagy mechanikus érzékelők (jelátalakítók) jeleket fognak fel, (például: hőmérséklet, nyomás, fordulatszám), és azokat alakítják át elektromos jellé (feszültség, áram stb.),
2. jelfeldolgozó áramkör – az elektromos jelet erősíti, feldolgozza, átalakítja.
3. kimenet – a feldolgozott jelet visszaalakítja valamely fizikai formába (például: hang).

A televízió a műsorjelet antennájával fogja fel, majd jelfeldolgozó áramkörei a bemenetet szín-, fényerő- és hanginformációkká alakítják. A kimeneti eszköz, például a katódsugárcső a szín- és fényerő jeleket a képernyőjén látható képpé, a hangszóró a hangjeleket (általában mágneses úton) hanggá alakítja át.

## Elektronikai mérőműszerek
- Digitális multiméter
- Oszcilloszkóp
- Logikai analizátor
- Spektrumanalizátor (jeleloszlás-vizsgáló)
- Frekvenciaszámláló

## Áramkörök
- Nyomtatott áramkör
- Integrált áramkör (IC)

## Elektronikai szereléstechnológia
- Wire-wrap (huzalcsavarásos csatlakozás)
- Termi-point
- Vezetőpasztás kötés

## Passzív alkatrészek
- Ellenállás
- Olvadóbiztosító
- Kondenzátor
- Tekercs
- Transzformátor
- Piezokristály
- Csatlakozó

## Félvezető alkatrészek
- Dióda
  - Fénykibocsátó dióda (LED)
  - Fotodióda
  - Lézerdióda
  - Zener-dióda
  - Schottky-dióda
  - Feszültség levezető dióda
  - Változó kapacitású dióda (Varicap)
  - Alagútdióda
- Tranzisztor
  - Térvezérlésű tranzisztor (FET)
  - Bipoláris tranzisztor (BJT)
  - Darlington-tranzisztor
  - Fototranzisztor
- Integrált áramkör
  - Digitális integrált áramkör
  - Analóg integrált áramkör
- Egyéb aktív elemek
  - TRIAC
  - Tirisztor
  - Varisztor

## Félvezető áramkörök technológiája
- Vastagréteg technológia: 25 mikrométertől nagyobb
- Vékonyréteg technológia

## Elektroncső
- Katódsugárcső (CRT)
- Klisztron
- Magnetron
- Dióda
- Kételektródás elektroncső, mely anóddal, és katóddal rendelkezik. A villamosan fűtött katódból elektronok lépnek ki, melyeket az anód pozitív feszültsége esetén begyűjti. Negatív anódfeszültség esetén ez nem következik be. Ezáltal az áramot létrehozó elektronáramlás csakis a katódtól az anód felé folyhat.
- Trióda: háromelektródás elektroncső, mely anóddal, katóddal, és vezérlőráccsal rendelkezik. A villamosan fűtött katódból elektronok lépnek ki, melyek a pozitív feszültségre kapcsolt anódba csapódnak, de ezt megelőzően áthaladnak a vezérlőrács spiráljai által létrehozott erőtéren is. Ennek változtatásával befolyásolhatjuk az átáramló elektronok mennyiségét, vezérelhetjük az anódáramot. Tehát a trióda aktív elem, és régen, főleg hangfrekvenciás feszültségerősítő fokozatokban, és URH fokozatokban használták.
- Tetróda, Sugártetróda
- Pentóda
- Hexóda

## Kijelzőeszközök
- Folyadékkristályos kijelző (LCD)
- Katódsugárcső
- LED kijelző
- Nixie-cső
- Varázsszem

## Elektromechanikai érzékelők
- Mikrofon
- Hangszóró
- Nyúlásmérő bélyeg
- Nyomáskapcsoló
- Fordulatszámmérő

## Termoelektronikai eszközök
- Peltier-cella
- Termisztor

## Fotoelektronikai eszközök
- Fotocella
- Napelem
- CCD
- Fotoellenállás

## Antenna
- Ferritantenna
- Parabolaantenna
- Keretantenna
- Lepkeantenna
- Yagi antenna
- Huzalantenna
- Botantenna

## Analóg áramkörök
Rádiókban, erősítőkben, elektronikus szabályzókban használt áramkörök:
- Analóg számítógép
- Analóg szorzó
- Erősítő
- Aktív szűrő
- Oszcillátor
- Fáziszárt hurok (PLL)
- Keverő
- Tápegység
- Impedanciaillesztő
- Műveleti erősítő
- Komparátor

## Digitális áramkörök
Számítógépekben, elektronikus órákban, programozható logikai áramkörökben, ipari vezérlőkben használt kapcsolások.
- Multiplexer
- Demultiplexer
- Multivibrátor
- Logikai kapu
- Mikrokontroller
- Mikroprocesszor
- Regiszter
- Számláló
- Schmitt-trigger

## Zaj
Elektronikus eszközökben előforduló zaj effektusok:
- Fehérzaj
- Rózsaszín zaj
- Termikus zaj (Johnson-Nyquist zaj)
- Sörét zaj
- 1/f zaj (villódzási zaj)
- Lavina zaj
- Négyszög zaj
- Árameloszlási zaj

## Elektronikai elméletek
- Matematikai eljárások az elektronikában
- Digitális elektronika
- Analóg elektronika

## Félvezető anyagok
- Germánium
- Szilícium
- Gallium-arzenid
- Szelén
- Réz-oxid (Kuprox)

## Elektronikával foglalkozó weboldalak
- Elektronikai tananyag
- I-Pont Elektron[halott link]
- Elektronikai linkgyűjtemény
- Kapcsolási rajz gyűjtemény
- Elektronikai hírek